# Scolocnemus wallacei
Scolocnemus wallacei là một loài bọ cánh cứng trong họ Rhynchitidae. Loài này được Kirsch miêu tả khoa học năm 1875.